# Décio Martins Costa
Décio de Almeida Martins Costa (Porto Alegre, 15 de agosto de 1900 — Porto Alegre, 28 de agosto de 1963) foi um político, médico pediatra e professor brasileiro.
Era filho do desembargador José de Almeida Martins Costa e Maria do Carmo de Carvalho. Fez seus primeiros estudos no Colégio Anchieta e graduou-se em Medicina pela Faculdade de Medicina de Porto Alegre, onde depois veio a dar aulas como professor titular. Fez sua especialização em Pediatria no Rio de Janeiro com o professor Martinho da Rocha e, viajando à Alemanha, aperfeiçoou-se com o professor Adalbert Czerny. Em 1932 obteve a livre-docência em Clínica Pediátrica e Higiene Infantil.
Trabalhou inicialmente em Lajeado, onde permaneceu seis anos. Voltando a Porto Alegre, trabalhou na Santa Casa de Misericórdia, onde dirigiu o Ambulatório de Crianças e também lecionou. Foi fundador do Hospital da Criança Santo Antônio em 1953, que depois dirigiu ao longo de uma década. Lecionou ainda na antiga Faculdade Católica de Medicina e no Instituto de Educação, colaborou na fundação do Sindicato dos Médicos do Rio Grande do Sul e da Sociedade de Pediatria do Rio Grande do Sul, presidiu a Sociedade Brasileira de Pediatria e por três vezes presidiu sua seccional gaúcha. Participou do II Congresso Internacional de Pediatria em Estocolmo. No Departamento Estadual de Saúde manteve por vários anos cursos de aperfeiçoamento para médicos sanitaristas destinados ao Serviço de Assistência à Maternidade e à Infância. Publicou vários trabalhos sobre Pediatria e Puericultura.
Membro do Partido Libertador, defendia o parlamentarismo, o regime federativo e o direito de propriedade. Contrário ao Varguismo, chegou a ser preso durante o Estado Novo. Foi deputado estadual constituinte eleito em 1935, deputado estadual em 1945, em 1947 candidato ao governo do estado do Rio Grande do Sul e em 1950 candidato a senador.
Ganhou grande reputação como pediatra, sendo um pioneiro nesta especialidade no estado. Patrono da Cadeira 12 da Academia Brasileira de Pediatria e patrono da Cadeira 18 da Academia Sul-Rio-Grandense de Medicina, seu nome batiza ruas e escolas em vários municípios.
Entre suas publicações científicas se destacam:
- Da importância do aleitamento materno
- Mortalidade Infantil no Rio Grande do Sul — Importância da densidade demográfica no estudo do problema
- A Puericultura como ciência e sua importância no ensino médico
- Evolução da Pediatria e seu estado atual
- Da tuberculose e suas formas iniciais na infância
- Das piúrias na infância
- Da doença de Legg-Calve-Perthes
- Sobre o mixedema congênito